# 愛之里公園車站
愛之里公園站（日语：／ Ainosato-Kōen eki */?）是位於北海道札幌市北區愛之里2-條8丁目，隸屬於北海道旅客鐵道（JR北海道）札沼線（學園都市線）的鐵路車站。車站編號為G11。電報略號為。

## 概要
札幌市最北的車站。由於釜谷臼地區居民的請求，於1958年在現時的車站西南約600米的位置（現時札幌市立愛之里東中學的東南方用地）設立釜谷臼站。土地由當地的地主提供，而候車室則由當地居民的捐款興建。1980年由於札幌市進行新市鎮「愛之里」開發計劃，準備開發周邊的土地，因此釜谷臼站的周圍改稱為愛之里，而車站亦改稱為現在的名稱。
愛之里教育大車站開始營運時，由於該車站與本車站的距離過短，因此本車站向新十津川方向遷移。

## 歷史
- 1958年（昭和33年）7月1日 - 日本國有鐵道（國鐵）札沼線釜谷臼站開始營業，處理旅客業務。當時為側式月台1面1線的車站。
- 1986年（昭和61年）11月1日 - 隨著愛之里教育大車站開始營業，搬遷至現時的所在地（桑園起點14.7→15.1公里）。搬遷當時為側式月台1面1線及貨物列車改建站房的車站。
- 1987年（昭和62年）4月1日 - 由於國鐵分割民營化，車站由JR北海道管理。
- 1990年（平成2年）11月21日 - 隨著更改車站內路軌，更換成設有列車交會設施的側式月台2面2線的車站，並改建站房。
- 1991年（平成3年）
  - 3月9日 - 列車開始使用本車站進行折返。
  - 3月16日 - 札沼線的暱稱設定為「學園都市線」[1][2]。
- 1995年（平成7年）3月16日 - 改稱為愛之里公園站。
- 2000年（平成12年） - 札沼線桑園車站至石狩月形車站引入自動進路制御裝置（PRC）。
- 2007年（平成19年）10月1日 - 設定車站編號（G11）[3]。
- 2008年（平成20年）10月25日 - 開始使用智能車票「Kitaca」[4]。
- 2012年（平成24年）
  - 6月1日 - 札沼線桑園站至本車站正式電氣化（交流電20,000V、50Hz）[5]。
  - 10月27日 - 列車時間表進行更改[6]。

## 車站構造
現時為側式月台2面2線（月台長度：135米）的地面車站。
1990年代於站房內曾設置於早上營業的售票窗口，職員由管理的車站派遣，現時為無人車站。設置簡單的自動售票機及Kitaca閘機。可以使用Kitaca但沒有設置販賣車票及Kitaca的服務。
站房旁為2號線，需要使用跨線橋前往1號線。而往札幌（上行）方向的列車亦會於2號線出發。

### 月台設置

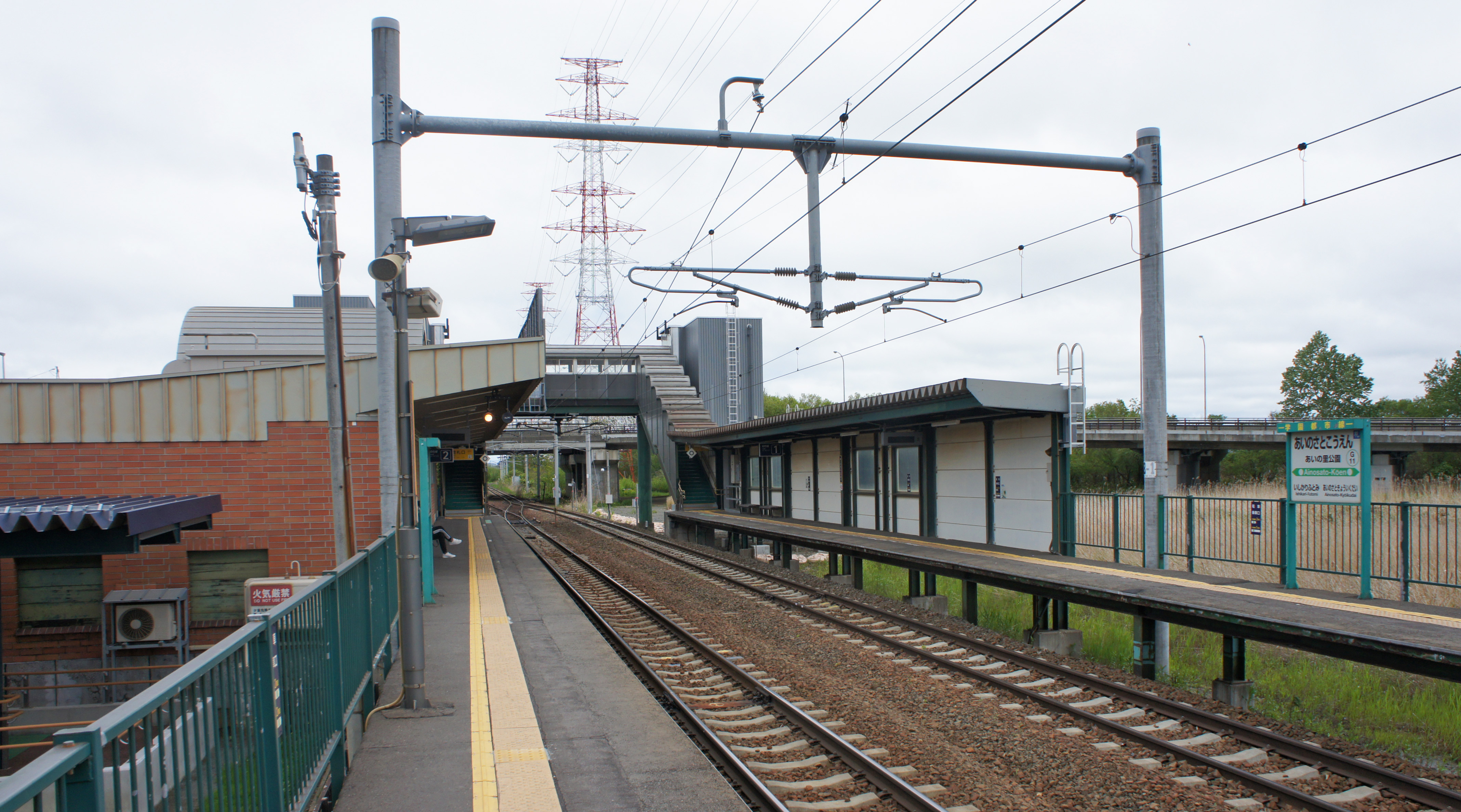
月台（2020年5月）
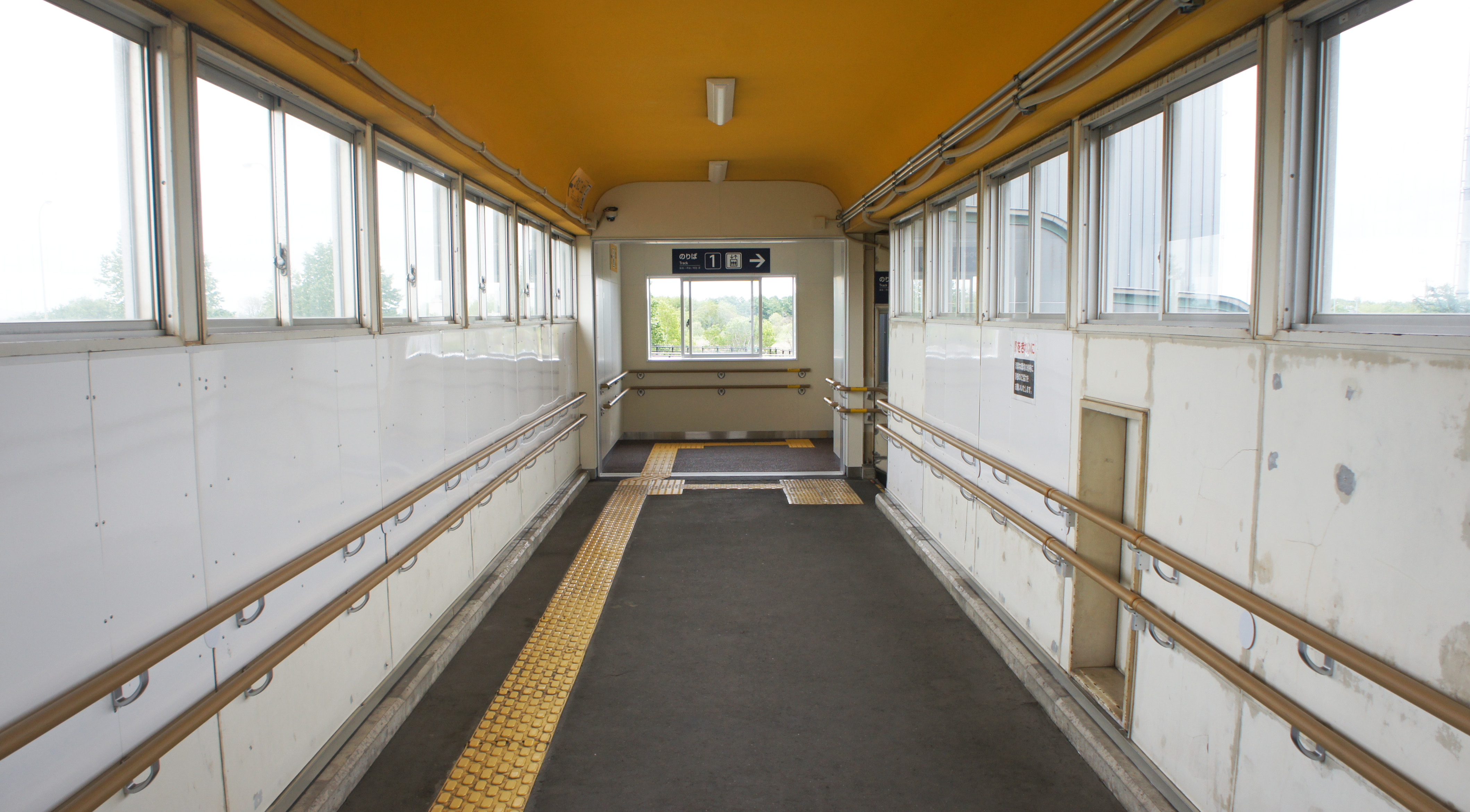
跨線橋（2020年5月）
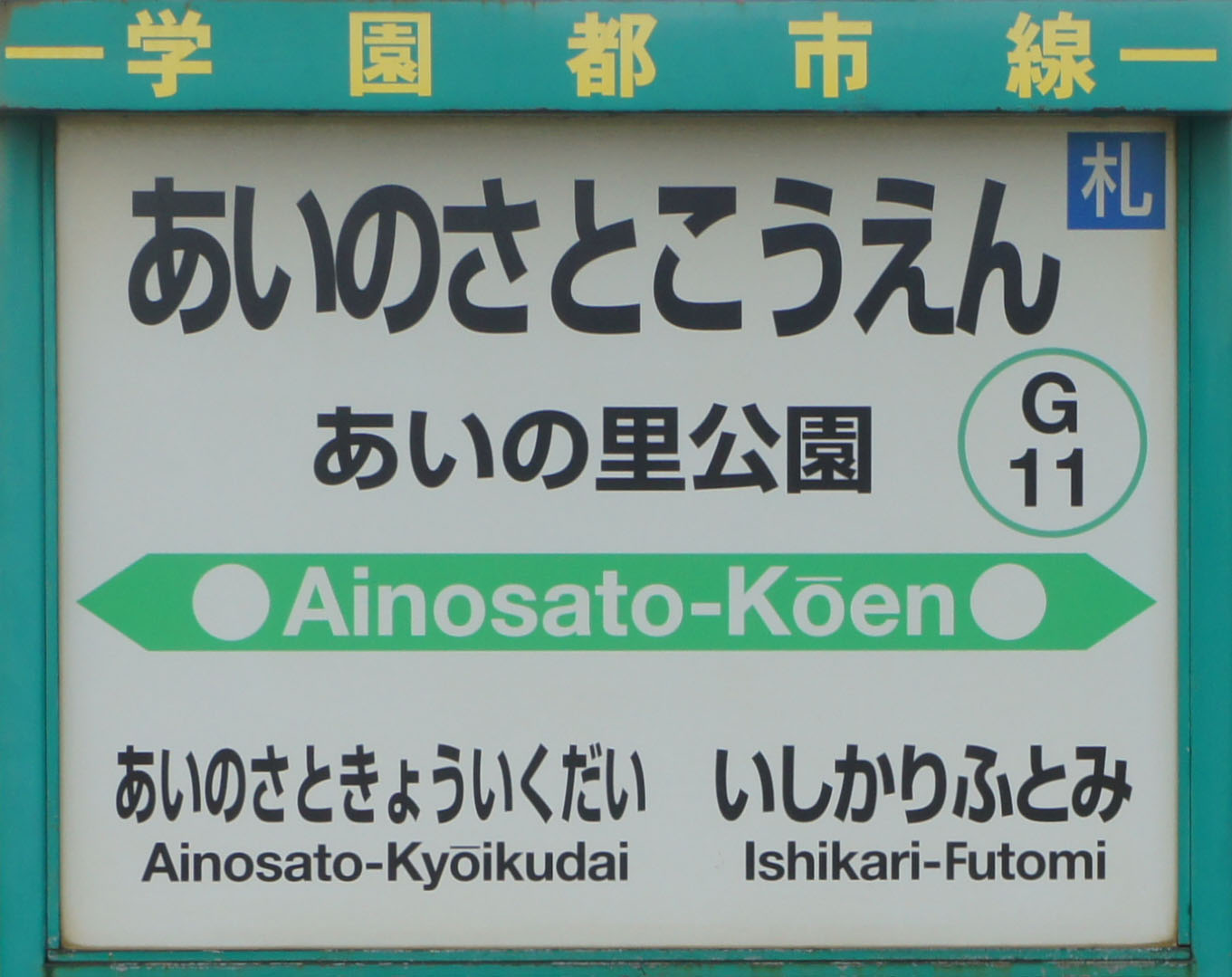
站名牌（2017年5月）

| 月台 | 路線                  | 方向 | 目的地               |
| ---- | --------------------- | ---- | -------------------- |
| 1    | ■札沼線（學園都市線） | 上行 | 桑園、札幌方向       |
| 2    | ■札沼線（學園都市線） | 下行 | 當別、北海道醫療大學 |
| 2    | ■札沼線（學園都市線） | 上行 | 桑園、札幌方向       |

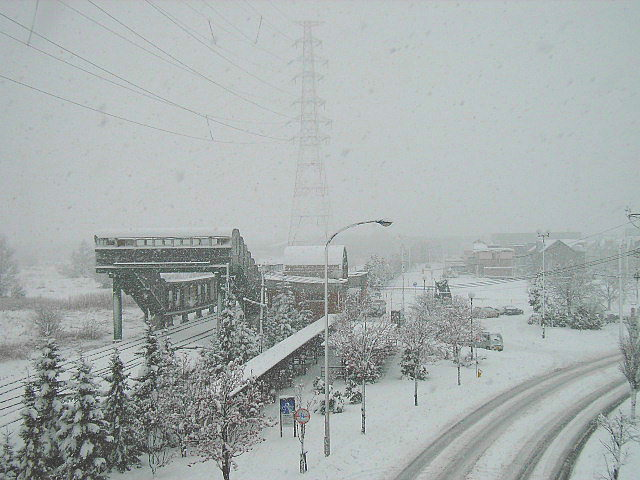
冬天時的愛之里公園站 （2004年12月）
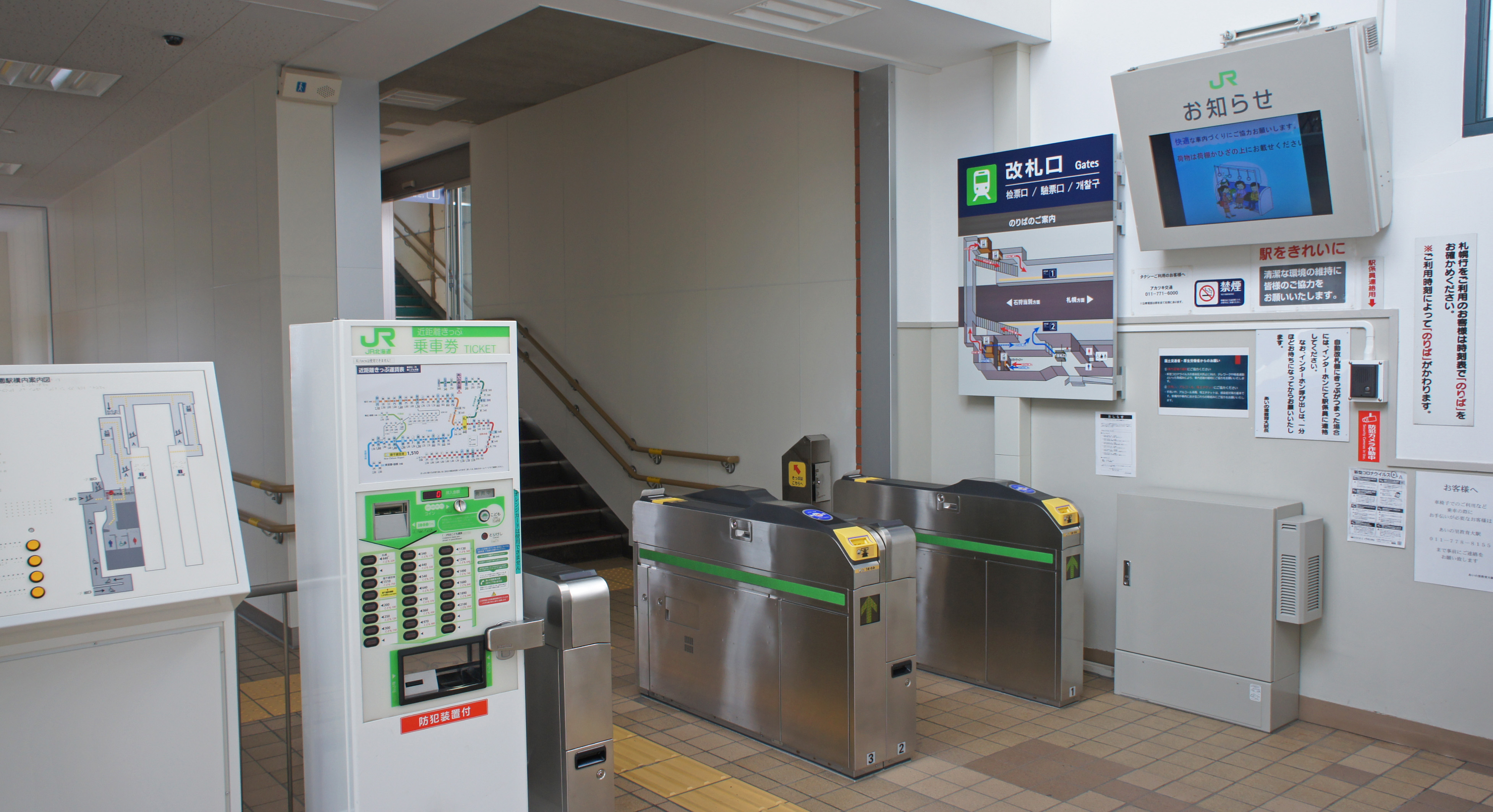
閘口（2020年5月）

- 月台（2020年5月）
- 跨線橋（2020年5月）
- 站名牌（2017年5月）

## 載客量
| 載客量 | 載客量       |
| 年份   | 每天平均人次 |
| ------ | ------------ |
| 1970年 | 440          |
| 1975年 | 76           |
| 1980年 | 66           |
| 1985年 | 48           |
| 1990年 | 1,332        |
| 1995年 | 1,878        |
| 2000年 | 1,952        |
| 2001年 | 1,906        |
| 2002年 | 1,972        |
| 2003年 | 2,066        |
| 2004年 | 2,116        |
| 2005年 | 2,234        |
| 2006年 | 2,462        |
| 2007年 | 2,582        |
| 2008年 | 2,796        |
| 2009年 | 2,924        |
| 2010年 | 3,240        |
| 2011年 | 3,522        |
| 2012年 | 3,730        |
| 2013年 | 3,808        |
| 2014年 | 3,436        |
| 2015年 | 3,288        |

## 車站周邊
為札幌新市鎮「愛之里」東側最近的車站，車站周圍的土地正在陸續出售。本車站與鄰近的太美車站由JR北海道最長的橋樑，石狩川橋樑連接。
- 国道337号（日语：國道337號）
- 愛之里公園
- 札幌市立愛之里東小學
- 札幌市立愛之里東中學
- 北海道札幌愛之里高等支援學校（舊北海道札幌拓北高等學校（已於2015年3月停辦）
- ACT SPORTS PROJECT體育俱樂部
- PICOLA PECORA（ぴこらぺこら）麵包店
- Royce'愛之里公園分店
- 白百合Life Prestige愛之里
- 北海道中央巴士「愛之里公園站」站牌

## 相鄰車站
北海道旅客鐵道（JR北海道）
札沼線（學園都市線）
愛之里教育大（G10）－愛之里公園（G11）－ROYCE' Town（G11-1）